# Колония (Ганцевичский район)
Колония (бел. Калонія) — деревня в Ганцевичском районе Брестской области Белоруссии. Входит в состав Огаревичского сельсовета.

## География
Деревня находится в северо-восточной части Брестской области, при автодороге Н-14, на расстоянии приблизительно 5 километров (по прямой) к востоку от города Ганцевичи, административного центра района. Абсолютная высота — 163 метра над уровнем моря. Площадь населённого пункта — 0,2156 км².

## История
По состоянию на 1909 год, в Колонии имелся 1 двор и проживало 4 человека. В административном отношении имение входило в состав Круговичской волости Слуцкого уезда Минской губернии.
Согласно Рижскому мирному договору (1921), деревня вошла в состав межвоенной Польши. Входила в состав гмины Круговичи Лунинецкого повета Полесского воеводства Польши. В 1921 году числилось 156 жителей, проживавших в 24 домах. В этническом составе населения того периода белорусы составляли 99 %. В конфессиональном составе населения преобладали православные христиане (99 %).
С 1939 года в БССР.

## Население
По данным переписи 2019 года, в деревне проживало 34 человека.
| Год  | Население, человек |
| ---- | ------------------ |
| 1909 | 4                  |
| 1921 | ↗ 156              |
| 2009 | ↘ 69               |
| 2019 | ↘ 34               |